# 7741 Fedoseev
7741 Fedoseev eller 1983 RR4 är en asteroid i huvudbältet som upptäcktes den 1 september 1983 av den rysk-sovjetiska astronomen Ljudmila Karatjkina vid Krims astrofysiska observatorium på Krim. Den är uppkallad efter den ryske dirigenten Vladimir Fedosejev.
Asteroiden har en diameter på ungefär fem kilometer.